# Gonaïves (stad)
Gonaïves (ook Les Gonaïves genoemd, Haïtiaans-Creools: Gonayiv) is een stad en gemeente met 356.000 inwoners. Het is de hoofdstad van het gelijknamige arrondissement en van het departement Artibonite.

## Geschiedenis

### Precolumbiaanse tijd
Op de plaats van het huidige Gonaïves hadden de Taíno een dorp met de naam Gonaibo. Hieraan heeft de stad haar naam te danken.

### Onafhankelijkheid van Haïti
Op het Place d'Armes van Gonaïves las Jean-Jacques Dessalines op 1 januari 1804 de onafhankelijkheidsverklaring van Haïti voor. In augustus 1858 overleed zijn vrouw Marie-Claire Heureuse Félicité in deze stad.

### Militair bewind
Tijdens het militaire bewind van Raoul Cédras tussen 1991 en 1994 was Gonaïves een centrum van rebellie. Mede hierdoor had de bevolking erg te lijden onder acties van paramilitaire groepen.

### Afzetten van president Aristide
Op 5 februari 2004 nam de rebellengroep Front pour la Libération et la Reconstruction Nationales ("Front voor de Nationale Bevrijding en Wederopbouw") de stad in. Hiermee begon de rebellie die uiteindelijk leidde tot het afzetten van president Aristide.

### Natuurrampen

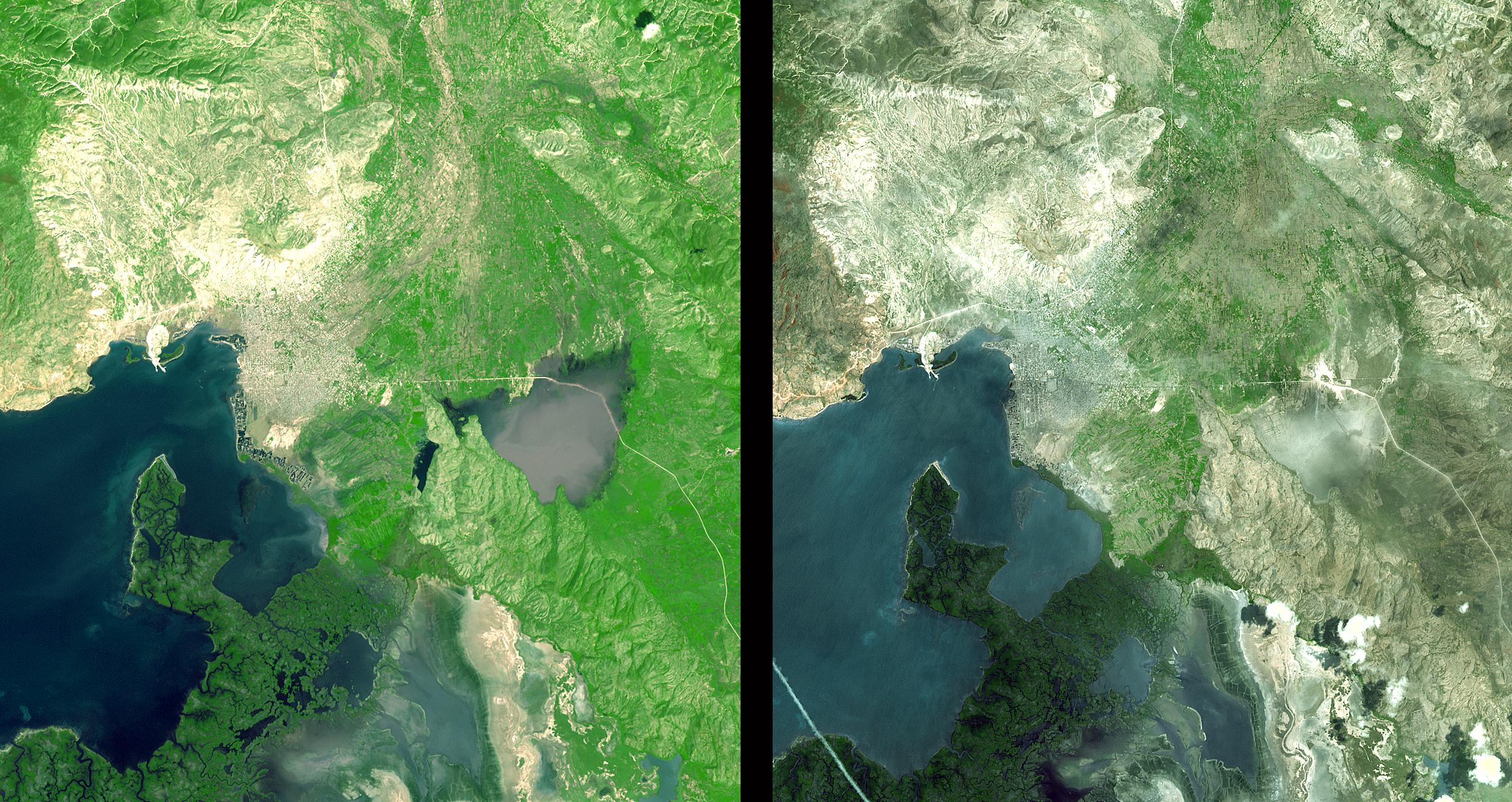
Gonaïves voor (rechts) en na (links) de orkaan Jeanne

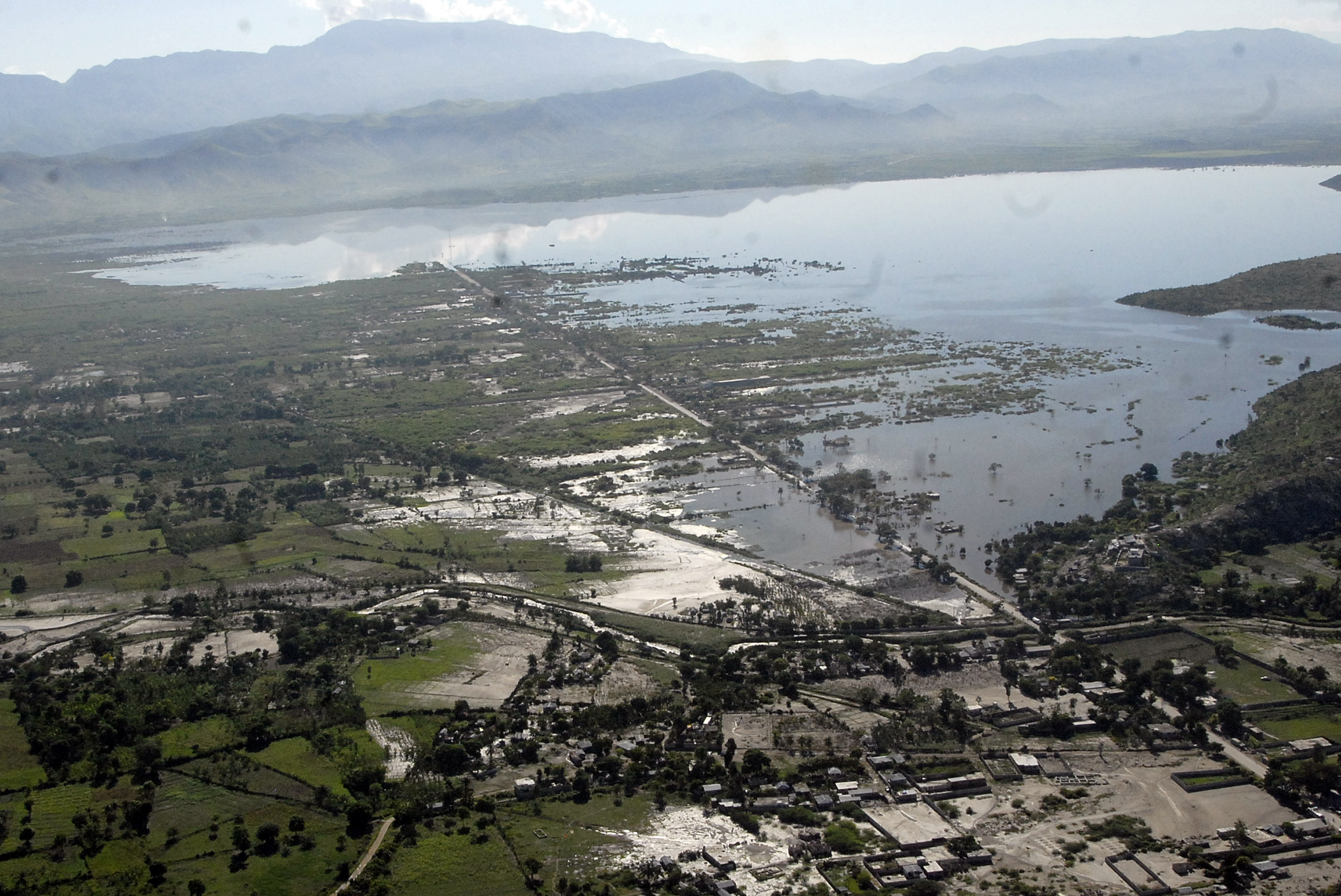
Overstroomd gebied in Gonaïves

- 23 september 1887: getroffen door een aardbeving.
- 26 juli 1996: getroffen door een overstroming.
- 10 september 2004: getroffen door de orkaan Ivan. Hierbij werd en kind meegesleurd door de golven.
- 18–19 september 2004: getroffen door de orkaan Jeanne. Deze veroorzaakte daar overstromigen en modderlawines. Hierbij kwamen volgens de officiële cijfers 1650 mensen om het leven, en werden alle gebouwen van de stad beschadigd. De orkaan creëerde een nieuw meer ten oosten van de stad.

## Patroonheiligen
De patroonheiligen van Gonaïves zijn Carolus Borromeus en Maria-Visitatie.

## Moderne tijd
Tegenwoordig is Gonaïves voor Haïti een belangrijke haven voor de export van koffie, katoen, suiker, bananen en hout. Tot de bezienswaardigheiden hoort het informatiecentrum Souvenir over de voodoo-cultuur.

## Indeling
De gemeente bestaat uit de volgende sections communales:
| Nr. | Naam                     | Km²    | Inw.2015 |
| --- | ------------------------ | ------ | -------- |
| 1   | Pont Tamarin             | 93,83  | 208.158  |
| 2   | Bassin                   | 191,79 | 99.434   |
| 3   | Pte Rivière de Bayonnais | 167,16 | 23.150   |
| 4   | Poteaux                  | 50,46  | 14.949   |
| 5   | Labranle                 | 70,34  | 10.633   |

## Geboren
- Gérard Latortue (1934-2023), politicus